# Maximilian Rosenberg
Maximilian Rosenberg (* 30. Oktober 1885 in  Prag; † 14. September 1969 in Berlin) war ein deutscher Arzt, Schriftsteller, Musik- und Theaterkritiker.

## Leben
Maximilian Rosenberg studierte Medizin in Prag an der Karl-Ferdinands-Universität in Prag und wirkte von 1919 bis 1953 als Arzt in Magdeburg. Ab 1953 war er Chefarzt für Neurologie und Psychiatrie im ehemaligen Armee-Lazarett in Bad Saarow.
Literarisch betätigte er sich als Erzähler und Lyriker. Im April 1919 gehörte er zu den Mitbegründern des von dem jungen Dichter Robert Seitz angeregten Zusammenschlusses von Schriftstellern, bildenden Künstlern und Kunstfreunden Die Kugel. Vereinigung für neue Kunst und Literatur in Magdeburg, der vor allem expressionistische Malerei und Dichtung sowie die damals neue Musik propagierte. Zwischen 1917 und 1921 publizierte er mehrfach Glossen und Betrachtungen, Gedichte und Novellen in Franz Pfemferts Wochenschrift Die Aktion (1911–32), einer der wichtigsten literarischen und politischen Zeitschriften des deutschen Expressionismus, die nach 1917 sehr stark zum linksgerichteten politischen Kampfblatt tendierte. Nach 1945 gehörte Rosenberg, der ab 1969 in Berlin lebte, zum Landesvorstand der (nach dem Ende des Nationalsozialismus neu belebten) Theaterorganisation Volksbühne.

## Werke
- Umwelt (Gedichte), 1919 (Repr. 1973)
- Der Soldat (Novelle), 1919 (Repr. 1973)
- Der Mondwald (Novelle), 1946
- Schwester Ludovica (Novelle), 1946
- Die Muschel (neue Gedichte), 1948
- Das letzte Konzert (eine Novelle um Smetana), 1948

| Personendaten    | Personendaten                                              |
| ---------------- | ---------------------------------------------------------- |
| NAME             | Rosenberg, Maximilian                                      |
| KURZBESCHREIBUNG | deutscher Arzt, Schriftsteller, Musik- und Theaterkritiker |
| GEBURTSDATUM     | 30. Oktober 1885                                           |
| GEBURTSORT       | Prag                                                       |
| STERBEDATUM      | 14. September 1969                                         |
| STERBEORT        | Berlin                                                     |